# Winnie Byanyima
Winnie Byanyima (Mbarara, 13 gennaio 1959) è un'ingegnere, politico e diplomatico ugandese nonché attivista per i diritti umani e femminista.
È direttrice esecutiva di UNAIDS dal novembre 2019. Da maggio 2013 a novembre 2019 è stata direttrice esecutiva di Oxfam International. Dal 2006 è direttrice del Gender Team presso l'Ufficio per le politiche di sviluppo del Programma delle Nazioni Unite per lo sviluppo (UNDP).

## Biografia
Byanyima è nata nel distretto di Mbarara nella regione occidentale dell'Uganda, all'epoca protettorato britannico. I suoi genitori sono Boniface Byanyima, ex presidente nazionale del Partito Democratico in Uganda, e Gertrude Byanyima, ex insegnante scomparsa nel novembre 2008. Winnie Byanyima ha frequentato il Mount Saint Mary's College Namagunga nel distretto di Mukono. Ha conseguito una laurea in ingegneria aeronautica presso l'Università di Manchester, diventando la prima donna ugandese a diventare un ingegnere aeronautico. Successivamente ha conseguito un master in ingegneria meccanica, specializzandosi in risparmio energetico presso l'Università di Cranfield.

## Carriera
Dopo aver completato la sua formazione come ingegnere aeronautico, Byanyima ha lavorato come tecnico di volo per Uganda Airlines. Quando Yoweri Museveni iniziò la guerra nella foresta ugandese nel 1981, Byanyima lasciò il suo lavoro e si unì alla ribellione armata. Museveni e Byanyima erano cresciuti insieme nella famiglia Byanyima, con la famiglia Byanyima che pagava per tutte le esigenze educative e scolastiche di Museveni.
Museveni, Byanyima e suo marito Kizza Besigye erano combattenti nell'Esercito di Resistenza Nazionale durante quella guerra. Sia Byanyima che suo marito sono stati in seguito molto critici con il loro amico e presidente ugandese Museveni a causa del suo governo repressivo e antidemocratico nonostante le sue convinzioni precedentemente dichiarate.
Dopo la vittoria della guerra, Byanyima prestò servizio come ambasciatrice dell'Uganda in Francia dal 1989 al 1994. Poi tornò nel proprio paese e divenne una partecipante attiva alla politica ugandese. È stata membro dell'Assemblea Costituente che ha redatto la Costituzione ugandese del 1995. Ha poi ricoperto per due mandati consecutivi il ruolo di membro del parlamento, rappresentando il distretto di Mbarara dal 1994 al 2004. È stata poi nominata direttrice della Direzione per le donne, il genere e lo sviluppo presso la sede dell'Unione africana ad Addis Abeba, in Etiopia. Ha ricoperto tale incarico fino a quando è stata nominata direttrice del Gender Team presso l'Ufficio per le politiche di sviluppo del Programma delle Nazioni Unite per lo sviluppo nel novembre 2006.

### Direttore esecutivo di Oxfam (2013–2019)
Nel gennaio 2013 venne annunciato che Winnie Byanyima sarebbe stata il prossimo direttore esecutivo di Oxfam International in sostituzione di Jeremy Hobbs, iniziando la sua direzione quinquennale il 1º maggio 2013. Nel dicembre 2017 annunciò di aver accettato un'offerta da parte del Consiglio dei supervisori di Oxfam per ricoprire un secondo mandato di cinque anni sempre come direttore esecutivo di Oxfam International.
Nel gennaio 2015 Byanyima ha co-presieduto il World Economic Forum di Davos. Ha utilizzato il forum per sollecitare azioni volte a ridurre il divario tra ricchi e poveri. La ricerca dell'organizzazione afferma che la quota della ricchezza mondiale posseduta dall'1% della popolazione mondiale più ricca è aumentata fino a quasi il 50% nel 2014, mentre il 99% della popolazione mondiale condivide l'altra metà. Queste cifre dichiarate da Oxfam sono fortemente contestate da diversi economisti.
Nel novembre 2016 Byanyima è stata nominata dal Segretario generale delle Nazioni Unite Ban Ki-moon membro del gruppo di alto livello sull'accesso ai medicinali, co-presieduto da Ruth Dreifuss, ex presidente della Svizzera, e Festus Mogae, ex presidente del Botswana.

### Direttore esecutivo di UNAIDS (dal 2019)
Byanyima è stato nominata direttore esecutivo di UNAIDS nell’agosto 2019 dal Segretario generale delle Nazioni Unite, António Guterres, a seguito di un processo di selezione globale che ha coinvolto un comitato di ricerca costituito da membri del Consiglio di coordinamento del programma UNAIDS. Nella sua nuova posizione ricopre contemporaneamente il ruolo di sottosegretario generale delle Nazioni Unite.
Oltre al suo ruolo presso UNAIDS, Byanyima ha un incarico di due anni come membro del Consiglio consultivo su genere e sviluppo del Gruppo della Banca mondiale. Dal 2022 è membro della Commissione per la salute universale voluta da Chatham House e co-presieduta da Helen Clark e Jakaya Kikwete.

## Altre attività
- Premio Virchow per la salute globale - Membro del comitato dei premi (2022-oggi)
- Fondo globale per la lotta all'Aids, la tubercolosi e la malaria - Membro del consiglio
- Equality Now - Membro del comitato consultivo
- International Gender Champions (IGC) - Membro

## Vita privata
Il 7 luglio 1999 Byanyima sposò Kizza Besigye a Kampala, ex presidente del partito politico Forum per il Cambiamento Democratico in Uganda. Sono i genitori di un figlio di nome Anselmo. Byanyima è un membro del Forum anche se ha ridotto significativamente la sua partecipazione alla politica partigiana ugandese da quando è diventata diplomatica ugandese nel 2004. Ha cinque fratelli: Edith, Anthony, Martha, Abraham e Olivia.